# Мадалан (населений пункт)
Мадалан (рос. Мадалан) — залізнична станція у Сковородінському районі Амурської області Російської Федерації. Розташоване на території українського історичного та етнічного краю Зелений Клин.
Входить до складу муніципального утворення Тахтамигдинська сільрада. Населення становить 367 осіб (2018).

## Історія
З 20 жовтня 1932 року входить до складу новоутвореної Амурської області.
З 1 січня 2006 року входить до складу муніципального утворення Тахтамигдинська сільрада.

## Населення
| 2002 | 2010 | 2012 | 2013 | 2014 | 2015 | 2016 |
| ---- | ---- | ---- | ---- | ---- | ---- | ---- |
| 522  | ↘419 | ↘404 | ↘402 | ↘395 | ↘387 | ↘373 |
| 2017 | 2018 |      |      |      |      |      |
| ↘365 | ↗367 |      |      |      |      |      |